# Ritorno all'amore
Ritorno all'amore  (Girl Loves Boy) è un film del 1937, diretto da W. Duncan Mansfield.

## Trama
Nel New England, nel secondo decennio del XX secolo, Il giovane Robert Conrad, inatteso, si presenta dal padre, il facoltoso e purtuttavia magnanimo Charles, con due notizie  dirompenti: è stato espulso dal college newyorkese che frequentava, e, per di più, si è sposato con la donna che l'accompagna nel viaggio di ritorno nella casa avita, una tale Sally Lacy.
Charles non impiega molto tempo a scoprire che Sally è solo una cacciatrice di dote; ma, come rivela alla sua novella nuora, il patrimonio di Robert non è, al momento, di tale entità come si potrebbe supporre, limitandosi al lascito relativamente modesto che sua madre gli ha legato alla sua morte. I veri intenti di Sally vengono confermati quando ella accetta senza battere ciglio da Charles una somma pari all'eredità materna di Robert, purché lasci il figlio e si occupi del divorzio. Sally lascia dunque la casa, apparentemente soddisfatta.
Nel paese natale, Robert rivede la sua compagna di terza media Dorothy McCarthy, appartenente ad una orgogliosa famiglia meno abbiente dei Conrad ma loro amica dai tempi, e costituita dalla madre, vedova di un valente musicista, e dalla sua numerosa figliolanza. Fra Robert e Dorothy, che vorrebbe approfondire i propri studi musicali del pianoforte, ma non ne ha i mezzi, inizia a svilupparsi una relazione amorosa.
Invitata a cena dai Conrad, Dorothy fa la conoscenza del famoso pianista italiano Luigi Montefiori, amico di Charles, che le propone, notato il talento della ragazza, di darle lezioni di pianoforte.
Si avvicina il Natale. Robert vorrebbe, come regalo per le festività, far conoscere al pubblico il talento di Dorothy senza che quest'ultima si senta in qualche modo soggetta ad un'azione di beneficenza da lei ritenuta umiliante, e, su suggerimento di Montefiori, organizza, con fondi propri, un concerto col pianista italiano e la sua protegée Dorothy. Un'intera orchestra sinfonica deve venir mobilitata, e schiere di noti critici musicali vengono invitati, il tutto essendo pagato dalla modesta eredità materna di Robert.
Al concerto, dietro le quinte, quando Dorothy si appresta ad entrare in scena dopo la performance di Montefiori, si palesa Sally Lacy con il suo avvocato Mack: essi dicono che il divorzio non è stato effettuato, e quindi si ritengono autorizzati – come spesso capita in questi casi anche oggi -  a prendere possesso, a titolo di risarcimento o di "assegno famigliare", dell'eredità materna di Robert, che peraltro risulta essere già stata utilizzata per organizzare il concerto.
Sally e l'avvocato Mack si rivolgono a Charles per far valere i propri presunti diritti anche in modo illegale, ma nello stesso tempo vengono smascherati: Sally risulta essere la nuova consorte di Mack, ed i due avevano tentato di truffare Robert.
Scossa da tutti questi avvenimenti, Dorothy, salita sul palco, esegue in modo a dir poco inadeguato uno degli Studi di Chopin. Ma, ciò che più importa, dietro le quinte viene incoraggiata da Montefiori a continuare la propria carriera nonostante il presente scacco, mentre Dorothy può riunirsi in libertà con Robert.

## Produzione
Il film fu prodotto dalla B. F. Ziedman Film. Una famosa attrice teatrale del primo Novecento, Maude Fealy appare nel cast come istruttore dialoghi.

## Distribuzione
Distribuito dalla Grand National Pictures, il film - presentato da Edward L. Alperson - uscì nelle sale cinematografiche USA il 27 marzo 1937.